# LDAC
LDAC (エルダック) は、ソニーによって開発された音声圧縮コーデックである。Bluetooth接続によるオーディオ再生時に使用され、ビットレートは990 kbit/s、サンプリング周波数は96 kHz、量子化ビット数は24 bitまでそれぞれ最大で対応している (所謂ハイレゾオーディオ)。このコーデックはヘッドフォン・スマートフォン・DAP・アクティブスピーカー・ホームシアターなどの様々なソニーの製品で採用されている。LDACは非可逆圧縮音声圧縮コーデックであり、MDCT (修正離散コサイン変換) に基づいた複合符号化体系を採用しており、より効率的なデータ圧縮を実現している。このコーデックの主な競合相手はクアルコムのaptX HDである。
Android 8.0 Oreoから、LDACエンコーダー (libldac) がAndroid Open Source Project (AOSP) の一部となったので、全てのAndroid端末でこれを自由に統合することができる。
LDACのエンコーダーライブラリーはフリーかつオープンソースなので、Linux向けにbluez-alsaやpulseaudio-modules-btなどにおいて既に実装されている。現時点で、これらはFedora 29以降において動作している。